# Dysmicoccus hilli
Dysmicoccus hilli är en insektsart som först beskrevs av Walter Wilson Froggatt 1916.  Dysmicoccus hilli ingår i släktet Dysmicoccus och familjen ullsköldlöss. Inga underarter finns listade i Catalogue of Life.